# Oscar Stalf
Oscar Stalf (* 1882 in Walldürn; † 1974 in München) war ein deutscher Unternehmer.

## Werdegang
Stalf entstammte einer der ältesten Walldürner Bürgerfamilien. 1907 trat er in leitender Stellung in die Münchner Lodenfabrikation Frey ein und wurde durch Heirat mit Emma Frey Mitglied der Inhaberfamilie. Nach dem Tod seines Schwiegervaters übernahm er 1921 die Leitung des Unternehmens und baute die Fabrikation aus.
Seiner Heimatstadt Walldürn überließ er 1954 eine umfangreiche Sammlung von Elfenbeinschnitzereien, die die Grundlage für das Elfenbeinmuseum der Stadt schuf.

## Grabstätte
Die Grabstätte von Oscar Stalf befindet sich auf dem Münchner Waldfriedhof (Grabnr. 16-W-1).

## Ehrungen
- 15. Dezember 1954: Ehrenbürger der Stadt Walldürn[2]
- Benennung einer Straße in Walldürn